# Сем Джонс (баскетболіст)
Сем Джонс (англ. Sam Jones; нар. 24 червня 1933, Вілмінгтон, штат Північна Кароліна, США — 30 грудня 2021) — легендарний американський баскетболіст, один з найкращих гравців в історії НБА.

## Коротка біографія
Перші свої кроки у баскетболі Сем Джонс зробив, граючи за команду інституту Лорінберга, де він навчався. Згодом він продовжив свої виступи в NCAA, граючи за команду університету Північної Кароліни. За 4 роки виступів в NCAA, Джонс набрав 1770 очок (в середньому по 17,7 за гру), та зробив 909 підбирань (середній показник — 9,1). 1957 року Сем Джонс був вибраний під 8 номером драфту командою «Бостон Селтікс», за яку виступав протягом всієї спортивної кар'єри. В НБА він відіграв 12 сезонів, за які здобув 10 чемпіонських титулів і набрав більше 15000 очок. Він брав участь у 5 Матчах всіх зірок НБА і вважається одним з найкращих атакувальних захисників в історії ліги.

## Нагороди та досягнення
- 10-разовий чемпіон НБА (1959-66,1968-69)
- 2-а збірна всіх зірок НБА (All-NBA Second Team — 1965,66,67)
- 5-разовий учасник Матчу всіх зірок НБА (1962,64,65,66,68)
- обраний до Баскетбольної зали слави НБА (Naismith Memorial Basketball Hall of Fame — 1984)
- один з 50 найкращих гравців в історії НБА (One of the 50 Greatest Players in NBA History -1996)
- за ним в «Бостон Селтікс» закріплений номер 24